# Supercoupe de Pologne de football 2019
L'édition 2019 de la Supercoupe de Pologne de football (Superpuchar Polski w piłce nożnej 2019 en polonais) est la 28e édition de la Supercoupe de Pologne de football et se déroule le 13 juillet 2019 au stade municipal de Gliwice en Pologne.
Le match oppose le Piast Gliwice, champion de Pologne 2018-2019 et hôte de la rencontre, au Lechia Gdańsk, vainqueur de la Coupe de Pologne 2018-2019. Des deux clubs, seul le Lechia a déjà remporté la compétition en 1983.
C'est la première édition depuis 2010 à ne pas inclure le Legia Varsovie, qui y avait toujours participé depuis cette année.

## Règlement
Les règles du match sont les suivantes : la durée de la rencontre est de 90 minutes puis en cas de match nul, une séance de tirs au but est réalisée pour départager les équipes.
Cinq remplacements sont autorisés pour chaque équipe.

## Déroulement de la rencontre
Contrairement à la finale de la Coupe de Pologne 2018-2019 disputée deux mois plus tôt, le rythme du match de cette Supercoupe est beaucoup plus enlevé. Dès la 2e minute de jeu, le Lechia ouvre la marque grâce à Lukáš Haraslín, qui prend de vitesse son vis-à-vis Mikkel Kirkeskov pour reprendre du plat du pied un centre venu du côté opposé. Vingt minutes plus tard, le club de la Baltique creuse l'écart en profitant d'une erreur du gardien adverse.
La seconde période commence comme la première, avec un but du Lechia et de Haraslín : profitant d'une mauvaise passe en retrait de Joel Valencia, entré en jeu à la mi-temps, il s'en va battre le gardien en un contre un. La réduction de l'écart par le Piast et Sokołowski à la 68e minute ne changera pas le cours du match, et le Lechia s'impose finalement trois buts à un.

## Feuille de match
| ·                 |                    |     |
| Titulaires :      |                    |     |
|                   |                    |     |
| 1                 | Jakub Szmatuła     |     |
| 22                | Tomasz Mokwa       |     |
| 4                 | Jakub Czerwiński   |     |
| 23                | Tomáš Huk          |     |
| 2                 | Mikkel Kirkeskov   |     |
| 6                 | Tom Hateley        | 62e |
| 19                | Sebastian Milewski | 90e |
| 11                | Jorge Félix        | 83e |
| 21                | Gerard Badía       |     |
| 14                | Jakub Holúbek      | 46e |
| 9                 | Piotr Parzyszek    | 62e |
|                   |                    |     |
| Remplaçants :     |                    |     |
| 26                | Frantisek Plach    |     |
| 88                | Uroš Korun         | 90e |
| 18                | Patryk Sokołowski  | 62e |
| 29                | Remigiusz Borkala  |     |
| 20                | Martin Konczkowski | 83e |
| 17                | Joel Valencia      | 46e |
| 90                | Dani Aquino        | 62e |
|                   |                    |     |
| Entraîneur :      |                    |     |
| Waldemar Fornalik |                    |     |

| ·               |                   |       |
| Titulaires :    |                   |       |
|                 |                   |       |
| 12              | Dušan Kuciak      |       |
| 19              | Karol Fila        |       |
| 23              | Mario Maloča      |       |
| 26              | Błażej Augustyn   |       |
| 22              | Filip Mladenović  | 88e   |
| 35              | Daniel Łukasik    |       |
| 6               | Jarosław Kubicki  |       |
| 17              | Lukáš Haraslín    | 66e   |
| 7               | Maciej Gajos      | 73e   |
| 31              | Žarko Udovičić    | 90+6e |
| 28              | Flávio Paixão     | 59e   |
|                 |                   |       |
| Remplaçants :   |                   |       |
| 1               | Zlatan Alomerović |       |
| 25              | Michał Nalepa     | 88e   |
| 36              | Tomasz Makowski   | 73e   |
| 9               | Patryk Lipski     |       |
| 10              | Egy Maulana       | 90+6e |
| 21              | Sławomir Peszko   | 66e   |
| 90              | Artur Sobiech     | 59e   |
|                 |                   |       |
| Entraîneur :    |                   |       |
| Piotr Stokowiec |                   |       |

| ·                 |                    |     |
| Titulaires :      |                    |     |
|                   |                    |     |
| 1                 | Jakub Szmatuła     |     |
| 22                | Tomasz Mokwa       |     |
| 4                 | Jakub Czerwiński   |     |
| 23                | Tomáš Huk          |     |
| 2                 | Mikkel Kirkeskov   |     |
| 6                 | Tom Hateley        | 62e |
| 19                | Sebastian Milewski | 90e |
| 11                | Jorge Félix        | 83e |
| 21                | Gerard Badía       |     |
| 14                | Jakub Holúbek      | 46e |
| 9                 | Piotr Parzyszek    | 62e |
|                   |                    |     |
| Remplaçants :     |                    |     |
| 26                | Frantisek Plach    |     |
| 88                | Uroš Korun         | 90e |
| 18                | Patryk Sokołowski  | 62e |
| 29                | Remigiusz Borkala  |     |
| 20                | Martin Konczkowski | 83e |
| 17                | Joel Valencia      | 46e |
| 90                | Dani Aquino        | 62e |
|                   |                    |     |
| Entraîneur :      |                    |     |
| Waldemar Fornalik |                    |     |

| ·               |                   |       |
| Titulaires :    |                   |       |
|                 |                   |       |
| 12              | Dušan Kuciak      |       |
| 19              | Karol Fila        |       |
| 23              | Mario Maloča      |       |
| 26              | Błażej Augustyn   |       |
| 22              | Filip Mladenović  | 88e   |
| 35              | Daniel Łukasik    |       |
| 6               | Jarosław Kubicki  |       |
| 17              | Lukáš Haraslín    | 66e   |
| 7               | Maciej Gajos      | 73e   |
| 31              | Žarko Udovičić    | 90+6e |
| 28              | Flávio Paixão     | 59e   |
|                 |                   |       |
| Remplaçants :   |                   |       |
| 1               | Zlatan Alomerović |       |
| 25              | Michał Nalepa     | 88e   |
| 36              | Tomasz Makowski   | 73e   |
| 9               | Patryk Lipski     |       |
| 10              | Egy Maulana       | 90+6e |
| 21              | Sławomir Peszko   | 66e   |
| 90              | Artur Sobiech     | 59e   |
|                 |                   |       |
| Entraîneur :    |                   |       |
| Piotr Stokowiec |                   |       |